# Radicalː A Minha Viagem do Extremismo Islamita para um Despertar Democrático
Radicalː A Minha Viagem do Extremismo Islamita para um Despertar Democrático (em inglês:  Radical: My Journey out of Islamist Extremism) é um livro autobiográfico do activista liberal britânico e anterior fundamentalista islâmico Maajid Nawaz que foi publicado pela primira vez no Reino Unido em 2012. O livro cobre o percurso de Nawaz desde a sua juventude e depois desde a sua vivência como "extremista islâmico até ir tomar chá no Número 10 de Downing Street". Publicado pela primeira vez no Reino Unido, cobre o percurso do autor na sua radicalização e depois na sua saída do extremismo. A edição nos EUA contém um "Prefácio para os leitores ns EUA" e um epílogo novo e atualizado.
O termo "radical" é usado na aceção do inglês que significa extremo, e que é derivado da palavra  latina radix que significa "raíz". Nawaz emprega ambos os significados, o velho (raiz) e o novo (extremo) para contar a sua história: para traçar o caminho desde ser um extremista até à sua tarefa actual de erradicar o mesmo fenómeno que a que anteriormente se dedicava totalmente.
Radical foi descrito no The Daily Telegraph como "Uma reflexão horrível sobre a Grã-Bretanha moderna". O livro tornou-se um campeão de vendas na Amazon. Foi candidato ao Prêmio George Orwell de 2013 pela escrita política de excelente qualidade. Em 2014, Morten Harket, cantor da banda norueguesa A-ha, revelou que o seu single Brother foi inspirado em Radical.
Foi traduzido para português e publicado pela Texto Editores. Está a ser diligenciado a sua tradução para árabe. Em Maio de 2015 foi publicado em formato ebook.

## Resumo
Nascido e criado em Southend-on-Sea, Essex, Inglaterra, Nawaz encontrou o seu instrumento de rebeldia na música hip hop, nos graffiti e no namoro com meninas. Uma crise de identidade e as notícias de matanças de muçulmanos na Bósnia levaram-no ao radicalismo islâmico do grupo Hizb ut-Tahrir (que se pode traduzir por "O Partido da Libertação" ). Subiu na hierarquia da organização, tendo-se tornado um exímio orador e palestrante e recrutador internacional para a dita organização.
Ele viajou pelo Reino Unido criando células e participando na organização do HUT. Para estudar a língua árabe foi para Egito, mais concretamente para Alexandria, juntamente com outros amigos, mas foi preso pela polícia política do regime de Hosni Mubarak. Enfrentou uma pena de prisão de cinco anos, tortura mental e confinamento solitário. Em contato com diferentes faixas de religiosos e liberais muçulmanos, Nawaz passou por uma transformação intelectual. Na prisão encontrou-se com islamistas, jihadistas, assassinos de Anwar Sadat, líderes da Irmandade Muçulmana e do Hizb ut-Tahrir, liberais muçulmanos, gays condenados pela sua homossexualidade e muçulmanos condenados por abandonarem o Islão.

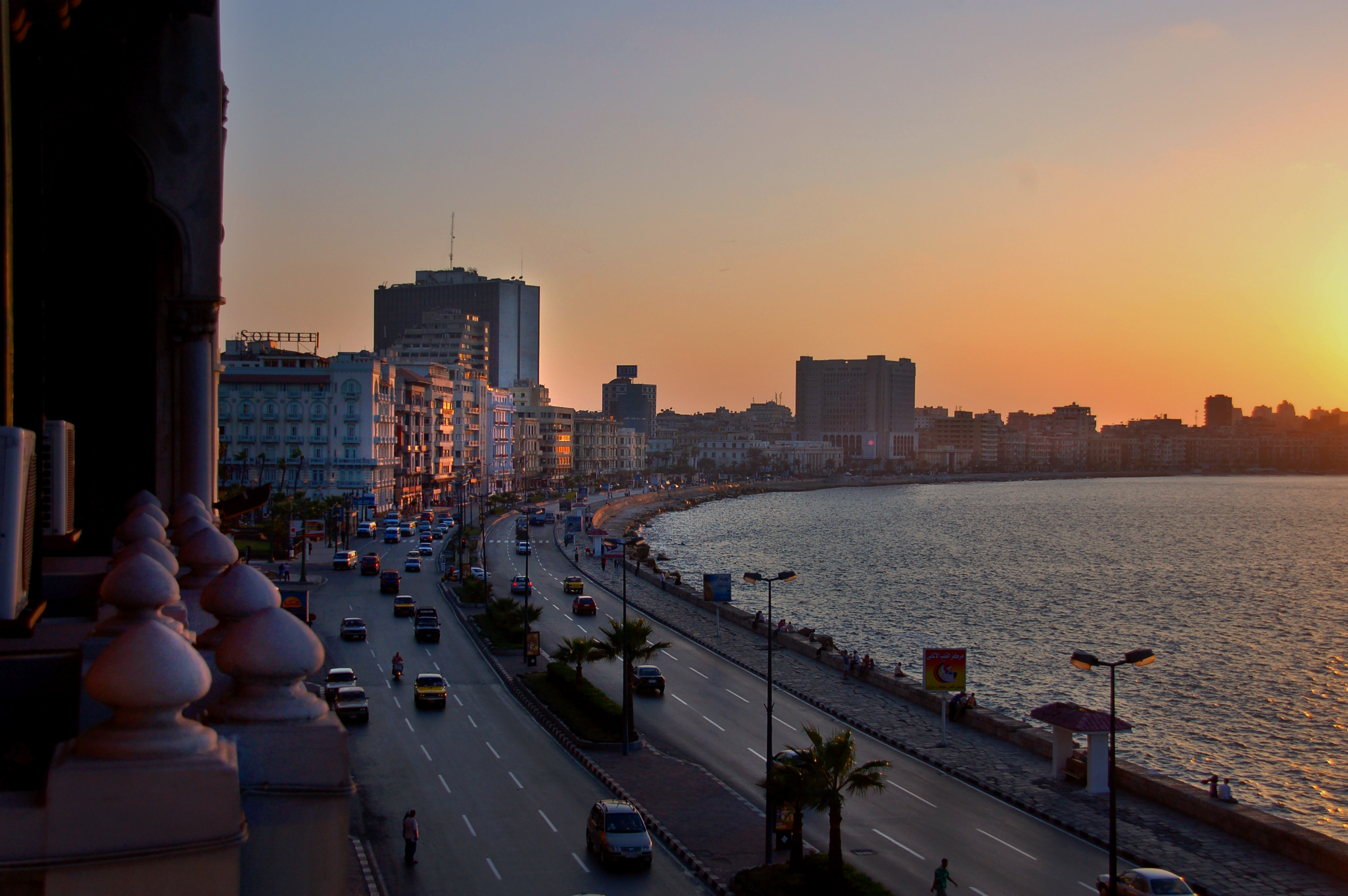
Alexandria ao entardecer

Após a sua libertação da prisão no Egito e regresso a Inglaterra, renunciou publicamente à ideologia islamista e passou a dedicar sua vida à luta contra a narrativa islâmico. Esta mudança acarretou o divórcio e o abandono de colegas ativistas. Teve também como consequência o afastamento de familiares, amigos, e o enfraquecimento da sua própria segurança pessoal. Ele reconstruiu uma rede de contactos e com o seu amigo Ed Husain deu início à fundação Quilliam para contrariar a onda de islamismo político em todo o mundo. Agora emprega as táticas de recrutamento, que usava quando era membro do Hizb ut-Tahrir, para contrariar o extremismo.

## Recepção

### Elogio
O antigo Primeiro Ministro do RU Tony Blair descreveu-o como "um livro para o nosso tempo", e observou que tal livro só poderia ter sido escrito por alguém que viveu a experiência de entrar e sair do extremismo. Tina Brown, editora chefe da Newsweek consideou-o um dos livros essenciais para a compreensão da via para o radicalismo. Segundo o antigo militante islamita e co-fundador da Quilliam Ed Husain, este livro é mais poderoso do que os ataques aéreos com drones pelos EUA, os quais causam sempre baixas civis, porque ajuda a matar as ideias com base nas quais o terrorismo se fundamenta. Para Kate Allen, directora da Amnistia Internacional do Reino Unido, o livro descreve uma viagem redentora desde a fase da inocência, passando pela intolerância e o radicalismo e voltando ao ponto de partida. O historiador Tom Holland também apreciou o livro considerando ser um cruzamento entre as séries de TV Homeland e Skins.
No Daily Telegraph, Charles Moore escreveu que "Por causa da sua história violenta e que cruza continentes, este livro parece bastante fora do usual, mas, no seu tom subjacente, considero-o bastante familiar."
No Daily Mail, Iqbal Wahhab escreveu: "O livro dá-nos uma visão rara de como um adolescente profundamente ocidentalizado se pode virar tão violentamente contra o seu país, bem como uma amostra da imensa coragem de que precisou para superar o seu passado."
No New Humanist, Alom Shaha fazendo a análise do livro referiu que "O livro de Nawaz é como que um irmão de O Islamita (The Islamist) de Ed Husain (que foi publicado em 2007), na medida em que é o relato muito necessário de alguém que pertenceu ao extremismo islâmico e, como tal, merece a designaão de "leitura essencial" para quem quer entender o que motiva jovens brilhantes e instruídos a abraçar a ideologia fascista do islamismo".
No The Indian Express, Javed Anand escreveu: "Que vida, que convincente contador de histórias. Em alguns trechos, é preciso recordar que o que parece um pedaço de ficção envolvente, um suspense a ritmo acelerado e repleto de acção, é na verdade uma história da vida real".
No Público, Paulo Moura faz um resumo do livro Radical citando-o várias vezes, designadamenteː “As atrocidades, as violações aos direitos humanos não afectam a simpatia que muitos sentem pelo Estado Islâmico, porque, segundo a sua narrativa, isso é apenas uma resposta às atrocidades cometidas pelo Ocidente contra os muçulmanos. E o Estado Islâmico surge como uma entidade a apoiar, porque, em todas as comunidades muçulmanas se divulgou a propaganda segundo a qual a criação de um Estado Islâmico seria a única solução para as injustiças de que os muçulmanos são vítimas. Há 20 anos que nos vendem a utopia do Estado Islâmico. É o que fazem todos esses imãs e líderes de bairro. Não há outra utopia.” E refere ainda que Maajid criou uma fundação, a Quilliam, para combater o extremismo e espalhar ideais alternativos entre os jovens muçulmanos, que incluam a democracia, a liberdade e a defesa dos direitos humanos, justificadamente por “A ideia de democracia é a base que temos de convencer as pessoas a aceitar. É preciso explicarmos a necessidade de um novo tipo de contrato social, em que as pessoas se sintam integradas nas sociedades onde vivem. A democracia é o ponto de partida. A estrutura política, de governo secular, com liberdade de expressão. Depois temos de trabalhar na criação de novas utopias, novas políticas de identidade, por parte da União Europeia.” 
No Diário de Notícias, Susana Salvador coloca a questãoː "Mas como é que um radical se transforma numa voz liberal? Se para muitos a prisão é o local de radicalização, para Nawaz foi atrás das grades que percebeu que o seu caminho seria diferente. "Estava na prisão com praticamente todos os nomes que importam do jihadismo e dos islamitas egípcios. Com os assassinos do ex-presidente do Egito Anwar Sadat, com o líder da Irmandade Muçulmana, com o líder do Hizb ut-Tahrir", contou numa entrevista à rádio pública dos EUA, NPR. "Estava a viver junto deles e a ver os hábitos quotidianos destes radicais e pensei: "Eu não confiaria nestas pessoas no poder." Se este califado for criado, seria um pesadelo", acrescentou."

### Crítica
De acordo com a revista on-line norte-americana International Policy Digest (IPD),  Radical  é um "conto hipnotizante de luta pessoal", mas "faz assinalavelmente pouco para articular um adequado remédio global para o problema" do Islamismo que Nawaz descreveu." A IPD também refere como a versão nos EUA de Radical é desprovida de qualquer análise séria sobre o papel que a política externa dos EUA poderia ter desempenhado na desestabilização do extremismo islâmico.

## Divulgação do livro
A seguir listam-se importantes eventos promocionais centrados no livroː
- Em Agosto de 2012, Maajid Nawaz apresentou a sua história no Edinburgh International Book Festival.[23]
- Em Maio de 2015, Nawaz falou sobre o seu percurso de saída do extremismo islamista no World Affairs Councils, em Houston.[24]
- Em Maio de 2015, Nawaz foi entrevistado por Oliver Bullough no Hay Festival acerca do extremismo radical.[25]
- Em Julho de 2015, Nawaz falou sobre a sua transformação de rapaz do Essex num Islamista, no Aspen Ideas Festival.[26]